# Селма (Орегон)
Селма (англ. Selma) — переписна місцевість (CDP) в США, в окрузі Джозефін штату Орегон. Населення — 661 особа (2020).

## Географія
Селма розташована за координатами 42°16′47″ пн. ш. 123°36′54″ зх. д. / 42.27972° пн. ш. 123.61500° зх. д. (42.279722, -123.615058).  За даними Бюро перепису населення США в 2010 році переписна місцевість мала площу 16,73 км², уся площа — суходіл.

## Демографія
Згідно з переписом 2010 року, у переписній місцевості мешкало 695 осіб у 284 домогосподарствах у складі 186 родин. Густота населення становила 42 особи/км².  Було 330 помешкань (20/км²).
Расовий склад населення:
| - 92,2 % — білих - 3,0 % — корінних американців - 0,3 % — азіатів - 2,0 % — осіб інших рас |

До двох чи більше рас належало 2,4 %. Частка іспаномовних становила 7,2 % від усіх жителів.
За віковим діапазоном населення розподілялося таким чином: 16,5 % — особи молодші 18 років, 63,5 % — особи у віці 18—64 років, 20,0 % — особи у віці 65 років та старші. Медіана віку мешканця становила 50,9 року. На 100 осіб жіночої статі у переписній місцевості припадало 97,4 чоловіків;  на 100 жінок у віці від 18 років та старших — 101,4 чоловіків також старших 18 років.
Середній дохід на одне домашнє господарство  становив 40 419 доларів США (медіана — 34 321), а середній дохід на одну сім'ю — 50 217 доларів (медіана — 43 462). За межею бідності перебувало 16,4 % осіб, у тому числі 33,3 % дітей у віці до 18 років та 10,6 % осіб у віці 65 років та старших.
Цивільне працевлаштоване населення становило 139 осіб. Основні галузі зайнятості: освіта, охорона здоров'я та соціальна допомога — 28,1 %, роздрібна торгівля — 22,3 %, виробництво — 19,4 %, будівництво — 18,0 %.